# 三十六童子

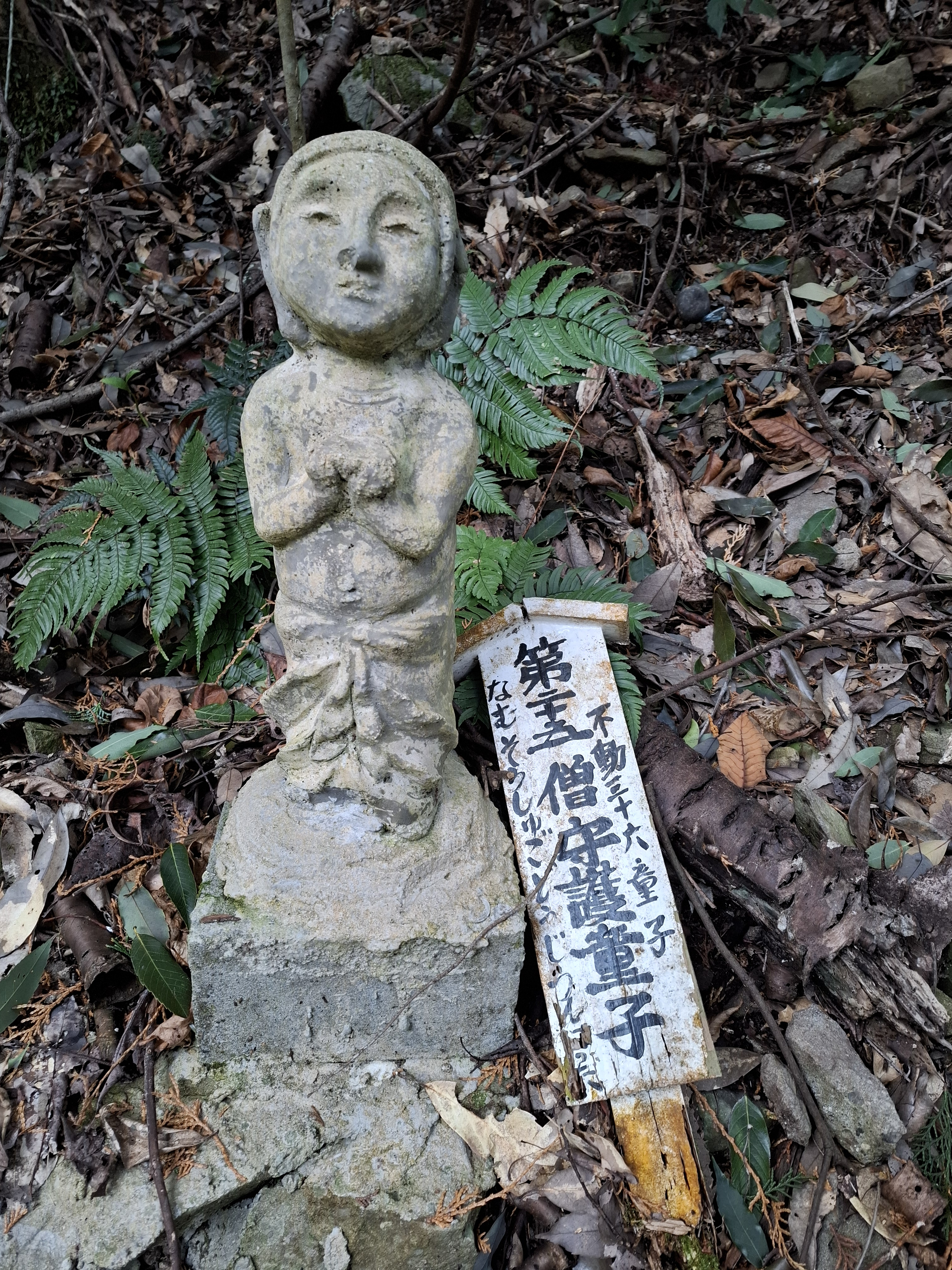
僧守護童子（七宝瀧寺）

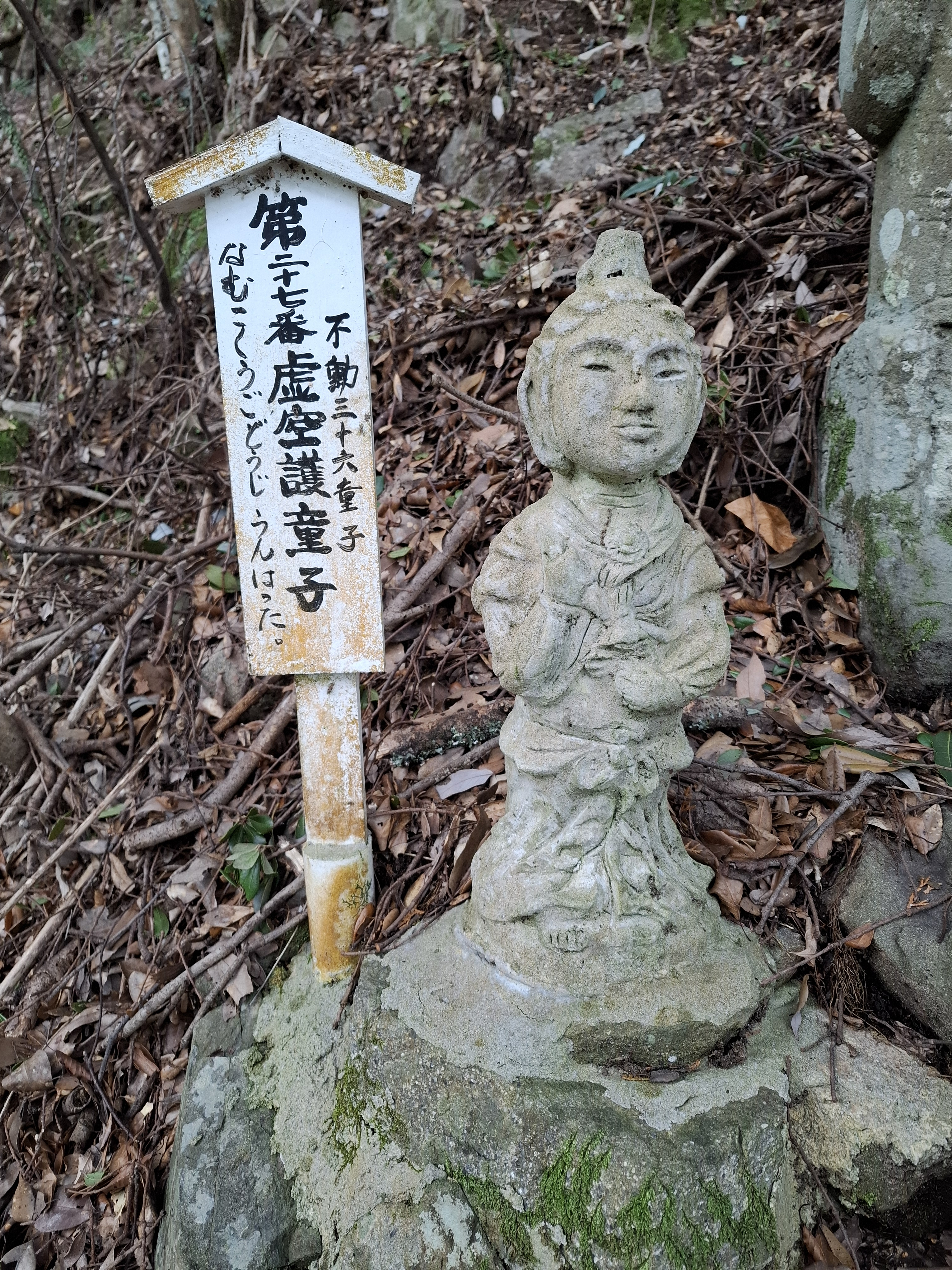
虚空護童子（七宝瀧寺）

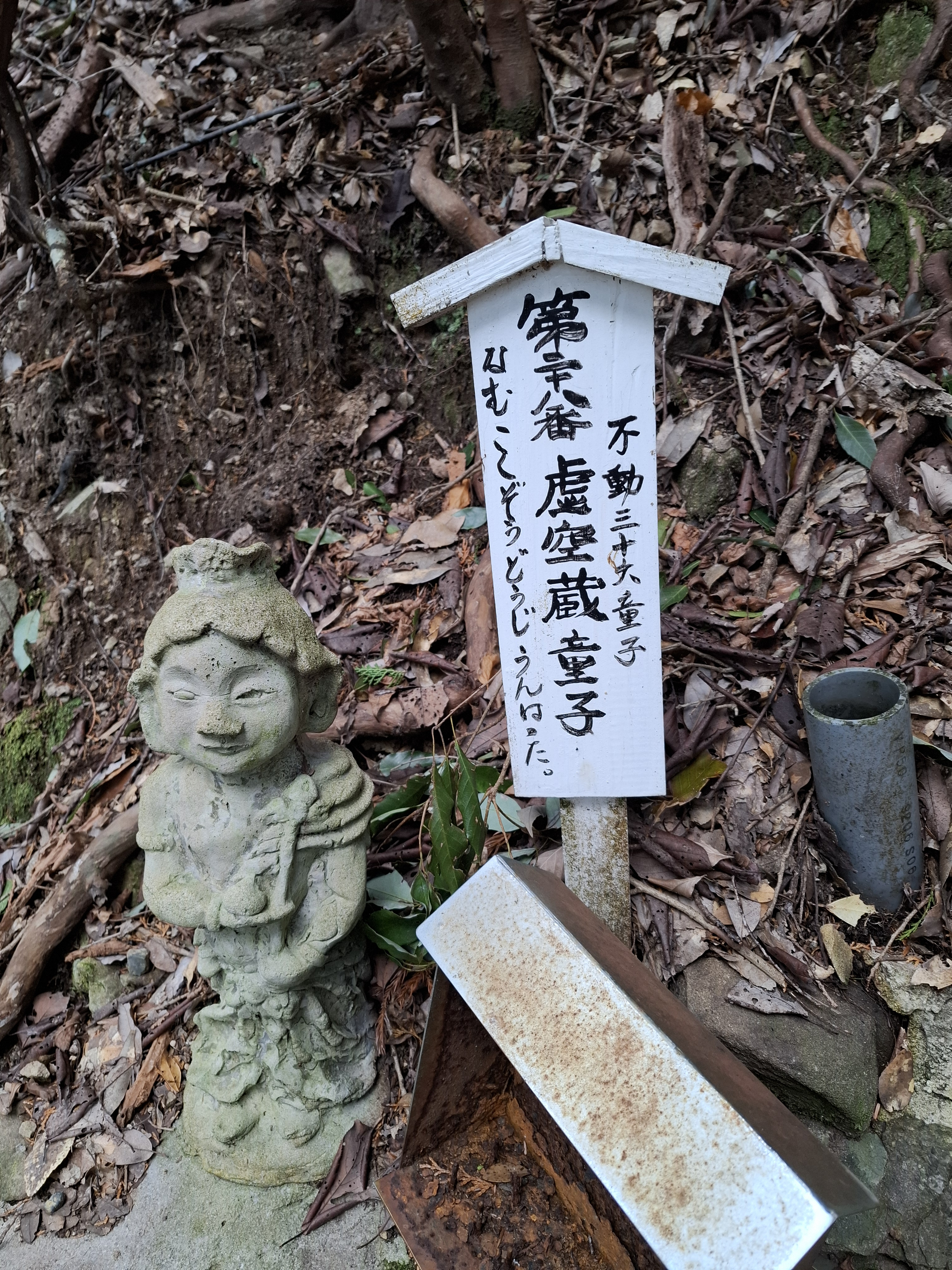
虚空蔵童子（七宝瀧寺）

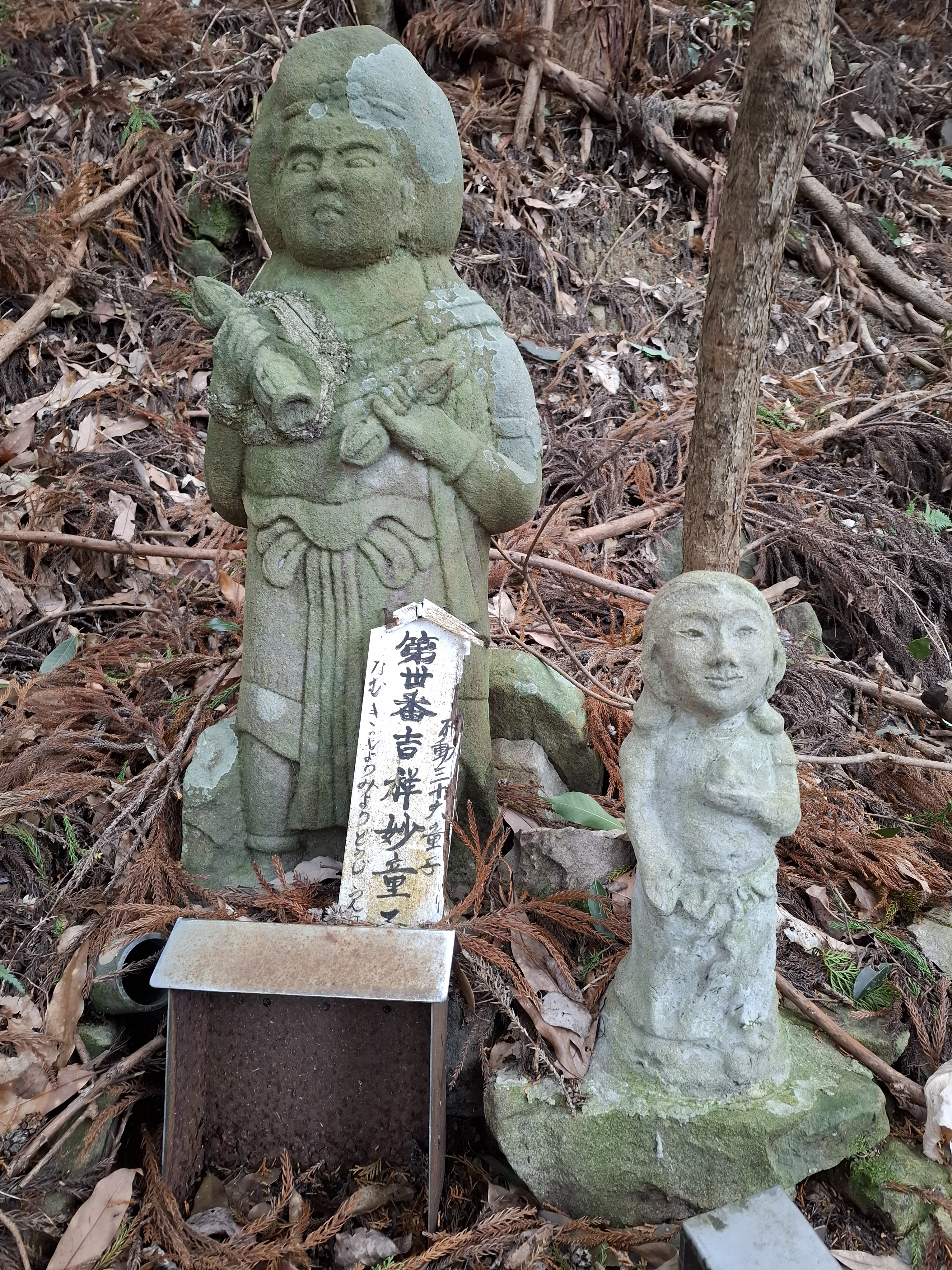
吉祥妙童子（七宝瀧寺）

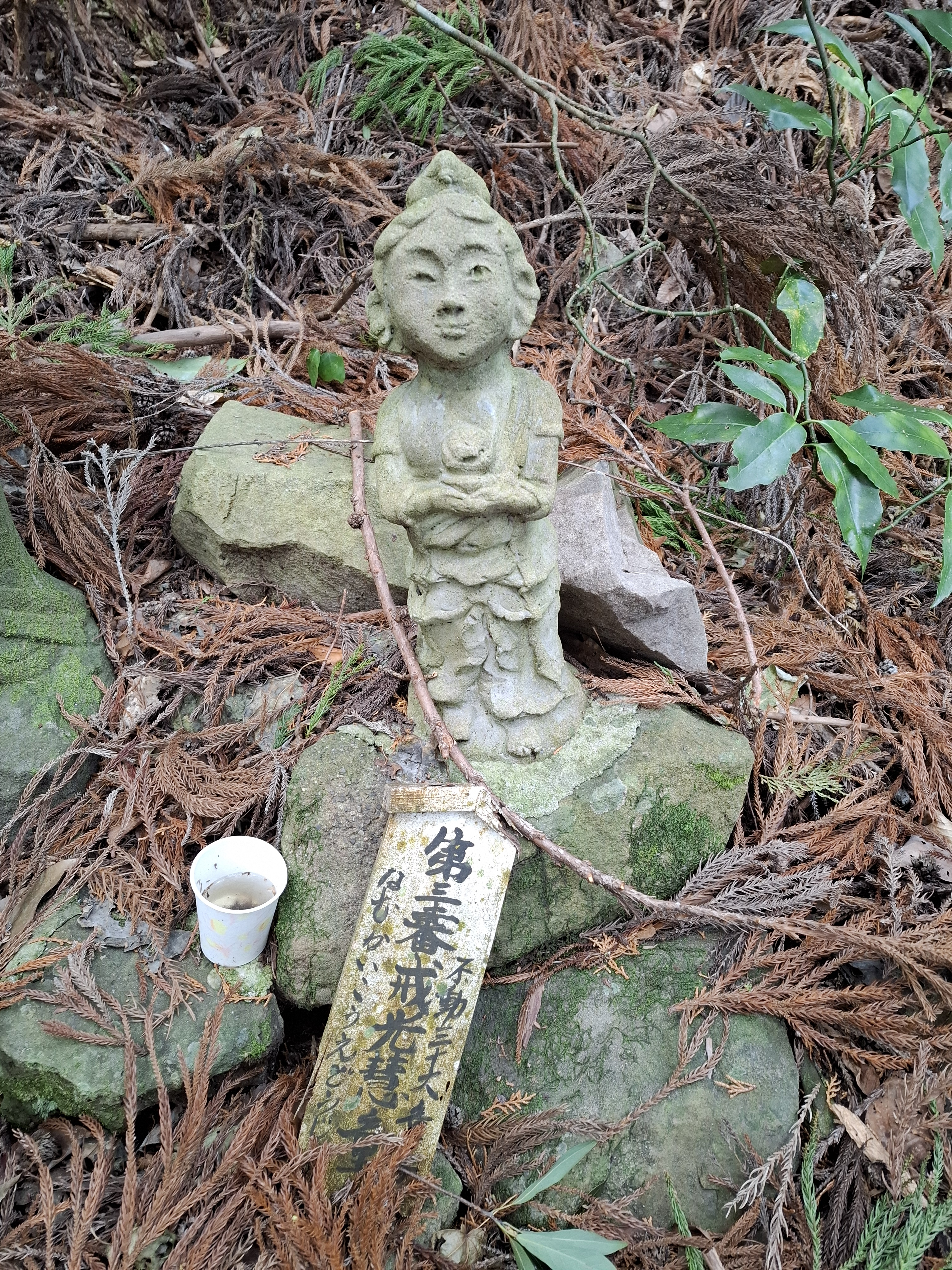
戒光慧童子（七宝瀧寺）

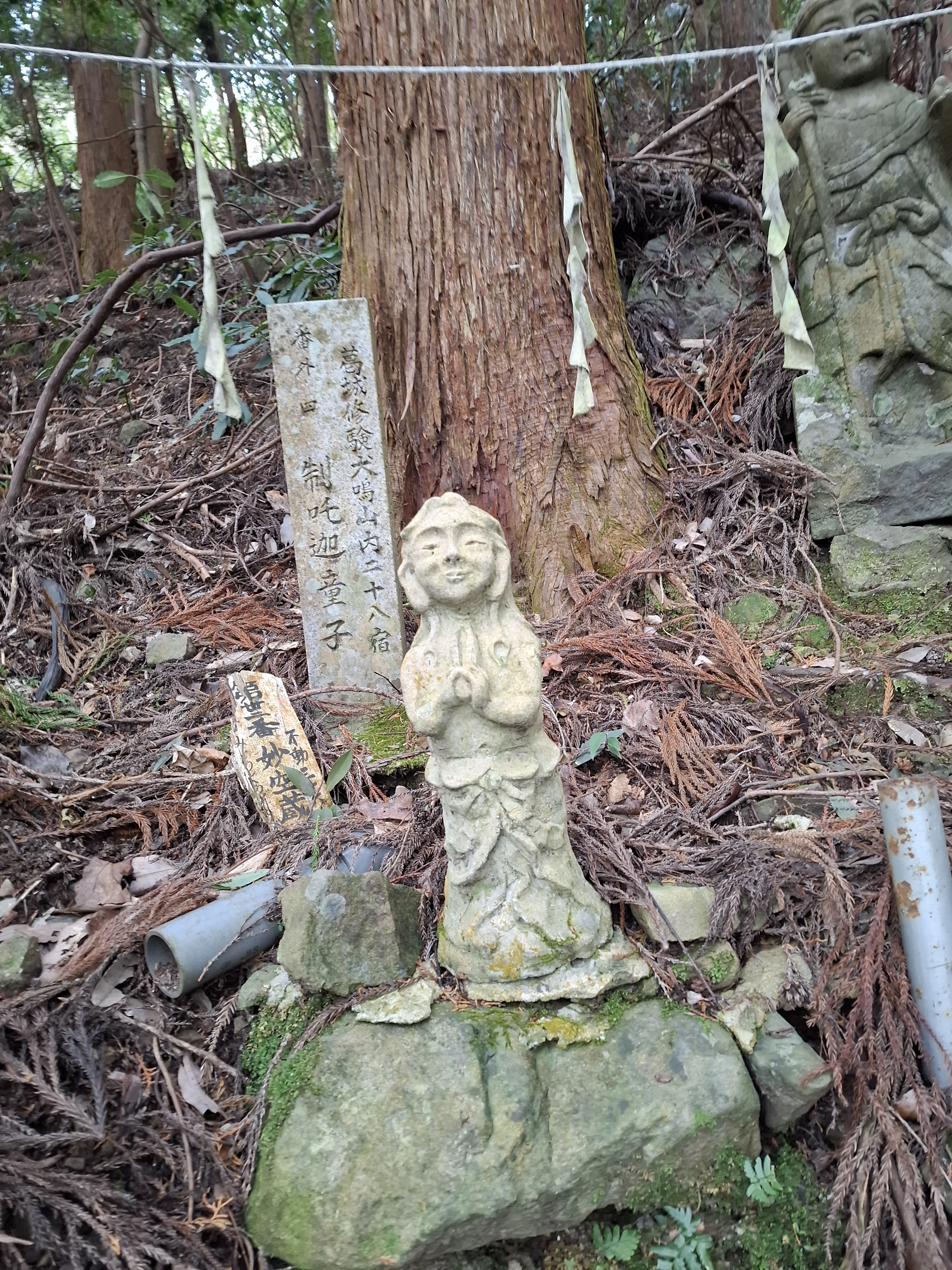
妙空蔵童子（七宝瀧寺）

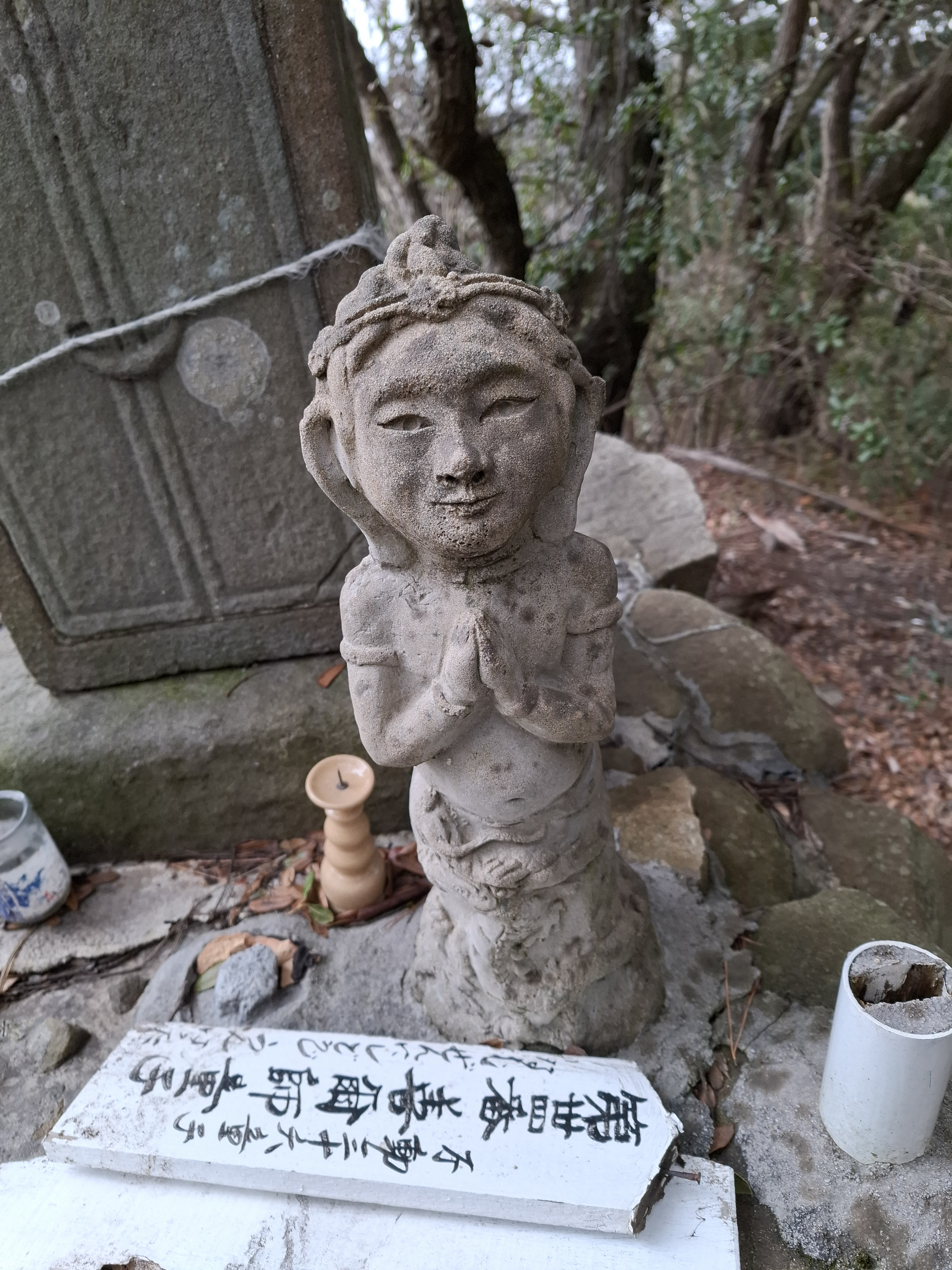
善爾師童子（七宝瀧寺）

三十六童子（さんじゅうろくどうじ）は、不動明王の眷属。
1. 矜迦羅童子（こんがら）
2. 制吒迦童子（せいたか）
3. 不動恵童子（ふどうえ）
4. 光網勝童子（こうもうしょう）
5. 無垢光童子（むくこう）
6. 計子爾童子（けいしに）
7. 智慧幢童子（ちえどう）
8. 質多羅童子（しったら）
9. 召請光童子（ちょうしょうこう）
10. 不思議童子（ふしぎ）
11. 羅多羅童子（らたら）
12. 波羅波羅童子（はらはら）
13. 伊醯羅童子（いけいら）
14. 獅子光童子（ししこう）
15. 獅子慧童子（ししえ）
16. 阿婆羅底童子（あばらち）
17. 持堅婆童子（じけんば）
18. 利車毘童子（りしゃび）
19. 法挟護童子（ほうきょうご）
20. 因陀羅童子（いんだら）
21. 大光明童子（だいこうみょう）
22. 小光明童子（しょうこうみょう）
23. 仏守護童子（ぶっしゅご）
24. 法守護童子（ほうしゅご）
25. 僧守護童子（そうしゅご）
26. 金剛護童子（こんごうご）
27. 虚空護童子（こくうご）
28. 虚空蔵童子（こくうぞう）
29. 宝蔵護童子（ほうぞうご）
30. 吉祥妙童子（きっしょうみょう）
31. 戒光慧童子（かいこうえ）
32. 妙空蔵童子（みょうくうぞう）
33. 普香王童子（ふこうおう）
34. 善爾師童子（ぜんにし）
35. 波利迦童子（はりか）
36. 烏婆計童子（うばけい）